# جيف سيشنز
جيف سيشنز (بالإنجليزية: Jeff Sessions)‏ سياسي أمريكي جمهوري والمدعي العام الـ 84 للولايات المتحدة، خدم في مجلس الشيوخ الأمريكي كعضو عن ولاية ألاباما في الفترة من 1997 حتى عام 2017، وعضو في الحزب الجمهوري. من عام 1981 إلى عام 1993، كما شغل منصب المدعي الاتحادي للمنطقة الجنوبية من ولاية ألاباما. رشح سيشنز ليكون قاضيا في المحكمة الاتحادية في المنطقة الجنوبية من ولاية ألاباما ولكنه لم ينجح. وفي عام 1994 أنتخب سيشنز لمنصب المدعي العام في ولاية ألاباما ومن ثم انتخب كعضو في مجلس الشيوخ الأمريكي عن ولاية ألاباما في العام 1996، واعتبر من أوائل المؤيدين في حملة الانتخابات الرئاسية لدونالد ترامب في عام 2016، وكان من الممكن ترشيحه لمنصب نائب الرئيس الأمريكي، ولكن تم اختيار حاكم إنديانا مايك بنس في نهاية المطاف. وفي نوفمبر تشرين الثاني عام 2016، رشح الرئيس المنتخب دونالد ترامب جيف لمنصب النائب العام في الولايات المتحدة. وأكد مجلس الشيوخ التعيين في 8 فبراير وتولى مهام منصبه رسمياً في اليوم التالي بعد اداءه لليمين الدستورية.

## بدايته
حصل على بكالوريوس الفنون عام 1969، ثم حصل على الدكتوراه في الحقوق من جامعة ألاباما، عام 1973. عمل بعد ذلك في قوات الاحتياط في الجيش الأمريكي، وذلك في الفترة من 1973، وحتى 1986، وحصل على رتبة نقيب.

## حياته الشخصية
تزوج سيشنز عام 1969، وله ولد، وبنتان، وسبع حفيدات.

## الحنث ياليمين
تستر جيف سيشنز على اتصالين بروسيا حيث حنث في اليمين أمام الكونغرس بشأن اتصالاته مع الروس، حيث ذكرت صحيفة الواشنطن بوست الأمريكية أن وزير العدل جيفرسون سيشنز أنه تحدث مرتين العام الماضي مع السفير الروسي وأنه تجنب قول ذلك عندما سُئل خلال جلسة تأكيد توليه المنصب عن أي اتصالات بين الحملة الانتخابية للرئيس ترامب ومسؤولين روس.
وأضافت الصحيفة أن أحد هذين الاتصالين كان محادثة خاصة بين سيشنز والسفير الروسي سيرجي كيسلياك في سبتمبر/أيلول بمكتب سيشنز عندما كان عضوًا في مجلس الشيوخ، أي في الوقت الذي صادف تصريحات من مسؤولين في المخابرات بأن هناك حملة روسية إلكترونية للتأثير على الانتخابات الرئاسية آنذاك..
حيث اضطر الوزير تحت ضغط الإعلام للإقرار بأنه التقى السفير الروسي في واشنطن في ذات الشهر المذكور في الصحيفة لكنه نأى بنفسه عن التدخل في أي تحقيقات بشأن دور روسيا في انتخابات الرئاسة الأمريكية.
وقال في مؤتمر صحفي إنه أجرى مع السفير الروسي لقاءين؛ مناقضًا بذلك ما أدلى به تحت القسم أمام الكونغرس أثناء جلسة تنصيبه في يناير/كانون الثاني الماضي لكنه نفى أن يكون قد أدلى بأي إفادة كاذبة مؤكدًا «لم تكن تلك نيتي» ووصف الوزير اللقاءين بأن «أحدهما مقتضب جدًا والآخر بوجود أحد العاملين لدي والسفير الروسي لدى واشنطن، ولم يتم خلاله التطرق إلى أي من هذه المسائل» في إشارة إلى الحملة الانتخابية للرئيس ترامب.